# کیم کی-سو
کیم کی-سو (انگلیسی: Kim Ki-su؛ زادهٔ ۵ اوت ۱۹۸۲) بازیکن فوتبال اهل کره جنوبی است.